# NGC 4608
NGC 4608 је спирална галаксија у сазвежђу Девица која се налази на NGC листи објеката дубоког неба.
Деклинација објекта је + 10° 9' 20" а ректасцензија 12h 41m 13,2s. Привидна величина (магнитуда) објекта NGC 4608 износи 11,0 а фотографска магнитуда 12,0. Налази се на удаљености од 16,8000 милиона парсека од Сунца. NGC 4608 је још познат и под ознакама UGC 7842, MCG 2-32-177, CGCG 70-214, VCC 1869, PGC 42545.